# 蔡村乡
蔡村乡，是中华人民共和国山西省运城市稷山县下辖的一个乡镇级行政单位。

## 行政区划
蔡村乡下辖以下地区：
蔡村、薛家堡村、段家堡村、复兴庄村、五里井村、郝壁村、上李村、小李村、大李村、杨村、柴村、东柏村、西柏村、仁义庄村、坑东村、东蒲村、底史村、西埝村、南埝村和东埝村。